# João Carlos da Silva Nogueira
João Carlos da Silva Nogueira GOA (Vale de Prazeres, Fundão, 26 de Março de 1872 — Lisboa, 20 de Maio de 1954) foi um oficial da Armada Portuguesa, especialista em hidrografia, onde atingiu o posto de vice-almirante[carece de fontes?]. Exerceu as funções de governador civil do Distrito Autónomo de Angra do Heroísmo (1908-1910).

## Biografia
Assentou praça na Marinha em 1888, iniciando uma carreira de oficial naval que o levou em 1904 a primeiro-tenente, sendo promovido sucessivamente a capitão-tenente (1915), capitão de fragata (1917), capitão de mar e guerra (1930) e contra-almirante (1934), passando à reforma em 1942.
Especialista em hidrografia fez várias campanhas de levantamento costeiro nas possessões ultramarinas portuguesas, com destaque para a produção das cartas dos portos, barras e enseadas de Moçambique. Notabilizou-se pelo denodo como ao comando da canhoneira Limpopo, um pequeno vaso de guerra, em 6 de Dezembro 1904 se opôs à entrada na Baía dos Tigres, em Angola, da primeira divisão da esquadra russa do Báltico que se dirigia ao Japão sob o comando do almirante Zinovi Rozhestvenski (em russo:  Зиновий Петрович Рожественский; referido na imprensa portuguesa do tempo por Almirante Rejdevenski). A entrada apenas foi autorizada depois de formalmente pedida, implicando um reconhecimento explícito da soberania portuguesa sobre a área.
Foi governador civil do Distrito Autónomo de Angra do Heroísmo no período de 14 de Março de 1908 a 20 de Janeiro de 1910. Este período coincidiu com os efeitos do regicídio de 1908 e com a fase final de desagregação da Monarquia Constitucional, a que se juntou a epidemia de peste bubónica que afectou a ilha Terceira em 1908 e 1909.
Era Grande-Oficial da Ordem Militar de Avis (5 de Outubro de 1932).